# Méthodes de refroidissement pour ordinateur
 (mars 2020).
Si vous disposez d'ouvrages ou d'articles de référence ou si vous connaissez des sites web de qualité traitant du thème abordé ici, merci de compléter l'article en donnant les références utiles à sa vérifiabilité et en les liant à la section « Notes et références ».
Les méthodes de refroidissement pour ordinateur sont les moyens permettant de réduire la température de certains composants d'ordinateur afin d'éviter leur surchauffe. La majorité des composants d'un ordinateur chauffent, allant d'une très faible production de chaleur pour les lecteurs optiques, à une production beaucoup plus importantes pour le microprocesseur voire la carte graphique, laquelle consomme parfois plus que le processeur. Une surchauffe de ces composants peut entraîner des dysfonctionnements (erreurs de calculs, bugs, arrêts intempestifs, etc.), pouvant aller jusqu’à leur détérioration.
Depuis le Pentium, la majorité des composants exposés à de fortes températures sont dotés de sondes et de sécurités qui les protègent (par ralentissement forcé nommé throttling voire par un arrêt soudain du PC).
Les circuits intégrés comprennent les composants électroniques qui chauffent le plus, ils sont situés sur la carte mère et sur la carte graphique entre autres. Avant 1995, le simple contact de la surface du circuit intégré avec l'air ambiant permettait d'assurer son refroidissement (le 8086 consomme de 0,25 à 2,18 W et le Pentium P5 original 17 W), puis certains de ces circuits sont devenus trop consommateurs pour que le contact avec l'air ambiant suffise. Les processeurs, par exemple, sont composés de millions de transistors qui, lors de leur fonctionnement, dégagent beaucoup de chaleur ; il est alors nécessaire de leur adjoindre un dispositif de refroidissement afin de stabiliser leur température.

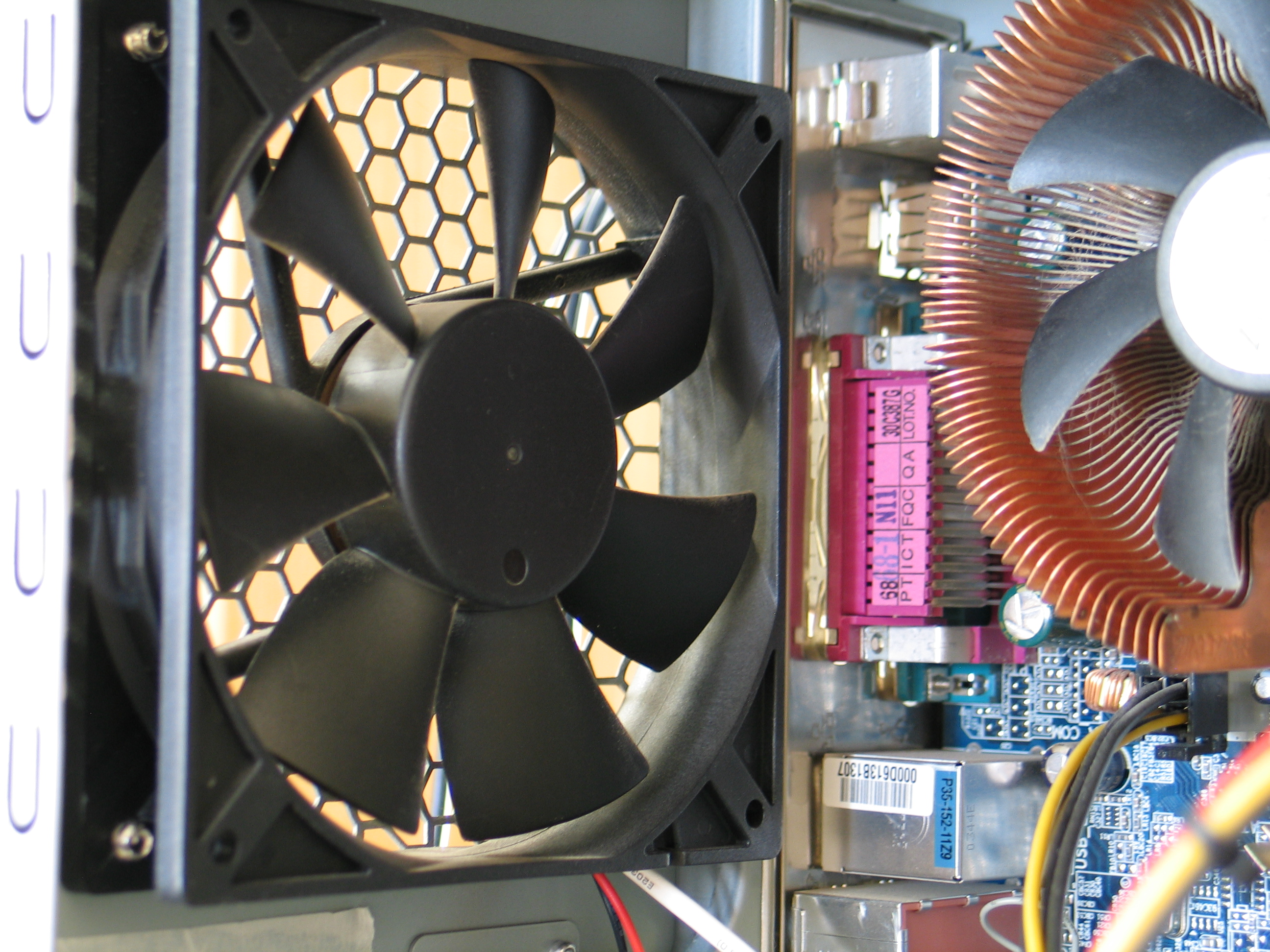
Ventilateur de refroidissement par air d'un PC.

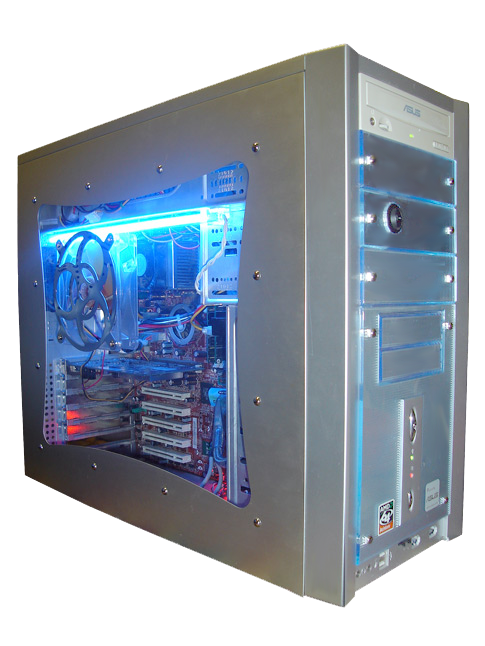
Un PC avec ventilateur latéral.

## Principaux éléments producteurs de chaleur
Les principaux éléments d'un ordinateur qui produisent de la chaleur sont les suivants :
- le microprocesseur (CPU) ;
- le processeur graphique (GPU) ;
- le northbridge, et dans une moindre mesure le southbridge, lorsqu'ils ne sont pas intégrés ;
- la mémoire vive (RAM) ;
- le disque dur ;
- le bloc d'alimentation.

## Méthodes de refroidissement

### Refroidissement à air
Le refroidissement à air, (en anglais aircooling), est le principe de refroidissement qui utilise l'air comme fluide de refroidissement. Il est simple à mettre en œuvre, suffisamment efficace dans la majorité des cas, économique, et n'est pas dangereux.
Il peut être classé suivant deux catégories :

#### Refroidissement passif
Le terme passif indique ici qu'aucune pièce mécanique n'est en mouvement. Un simple dissipateur (un radiateur) est fixé sur le composant à refroidir, afin d'augmenter la surface de contact avec l'air ambiant, et donc de faciliter la dissipation thermique par convection. Il fut le premier système utilisé, sur les transistors de puissance, puis sur les microprocesseurs (par exemple le Pentium), quand ils commencèrent à chauffer de manière trop importante. C'était aussi la solution choisie par Steve Jobs sur son Apple III. Son utilisation a évolué au fil du temps, pour maintenant refroidir les northbridge, certains processeurs graphiques entrée de gamme, la mémoire vive, ou encore les MOSFET sur la carte mère.

#### Refroidissement actif
Par rapport au refroidissement passif, un ventilateur est ajouté au radiateur, formant ainsi un bloc souvent appelé ventirad ou heatsink. Le flux d'air ainsi maintenu autour du radiateur améliore le transfert thermique entre air et ailettes du radiateur par convection forcée.
Ce système est devenu un standard pour le refroidissement du microprocesseur : la grande majorité des plus puissants sont livrés avec un ventirad, ou au moins sont destinés à fonctionner avec celui-ci. Les processeurs graphiques de milieu et haut de gamme en sont également munis, ainsi que la majorité des blocs d'alimentation.
Les principaux défauts d'un refroidissement actif sont le bruit émis par le souffle du ventilateur, ainsi que l'accumulation de poussière dans l'ordinateur s'il n'y a pas de filtre à air, surtout pour les portables (petite taille peu propice au nettoyage et déplacements fréquents en milieu urbain poussiéreux).
Les radiateurs sont parfois dotés de caloducs, qui permettent d'emmener la chaleur émise par le composant loin de celui-ci, jusqu’à l'endroit où elle va être dissipée dans l'air.

### Refroidissement liquide
Il existe deux types de refroidissement utilisant un liquide caloporteur.

#### Refroidissement à eau (watercooling)
Le refroidissement à eau est un dispositif faisant circuler de l'eau, bien meilleure conductrice thermique que l'air, à l'aide d'une pompe dans un circuit qui passe dans un ou plusieurs waterblocks. Ces waterblocks, situés sur les composants à refroidir, permettent un transfert thermique entre l'eau et le composant.
À l'origine réservée aux systèmes très performants, comme les supercalculateurs, cette méthode a ensuite été reprise et adaptée pour son utilisation au quotidien dans les ordinateurs. Elle reste malgré tout plus complexe à mettre en place que le refroidissement à air, et plus risquée à cause de la cohabitation entre l'eau et l'électricité.
Le silence de fonctionnement est un autre atout du refroidissement à l'eau, dans le cas d'un système sans ventilateur, même si les performances sont un peu moindres dans ce cas[réf. nécessaire].

#### Refroidissement à huile
Rarement utilisé[réf. nécessaire], le refroidissement à huile consiste à immerger tous les composants dans de l'huile végétale ou minérale, afin de les refroidir uniformément. Cette méthode a pour avantage d'être silencieuse et, par l'immersion totale de l'ordinateur, d'offrir un refroidissement uniforme.

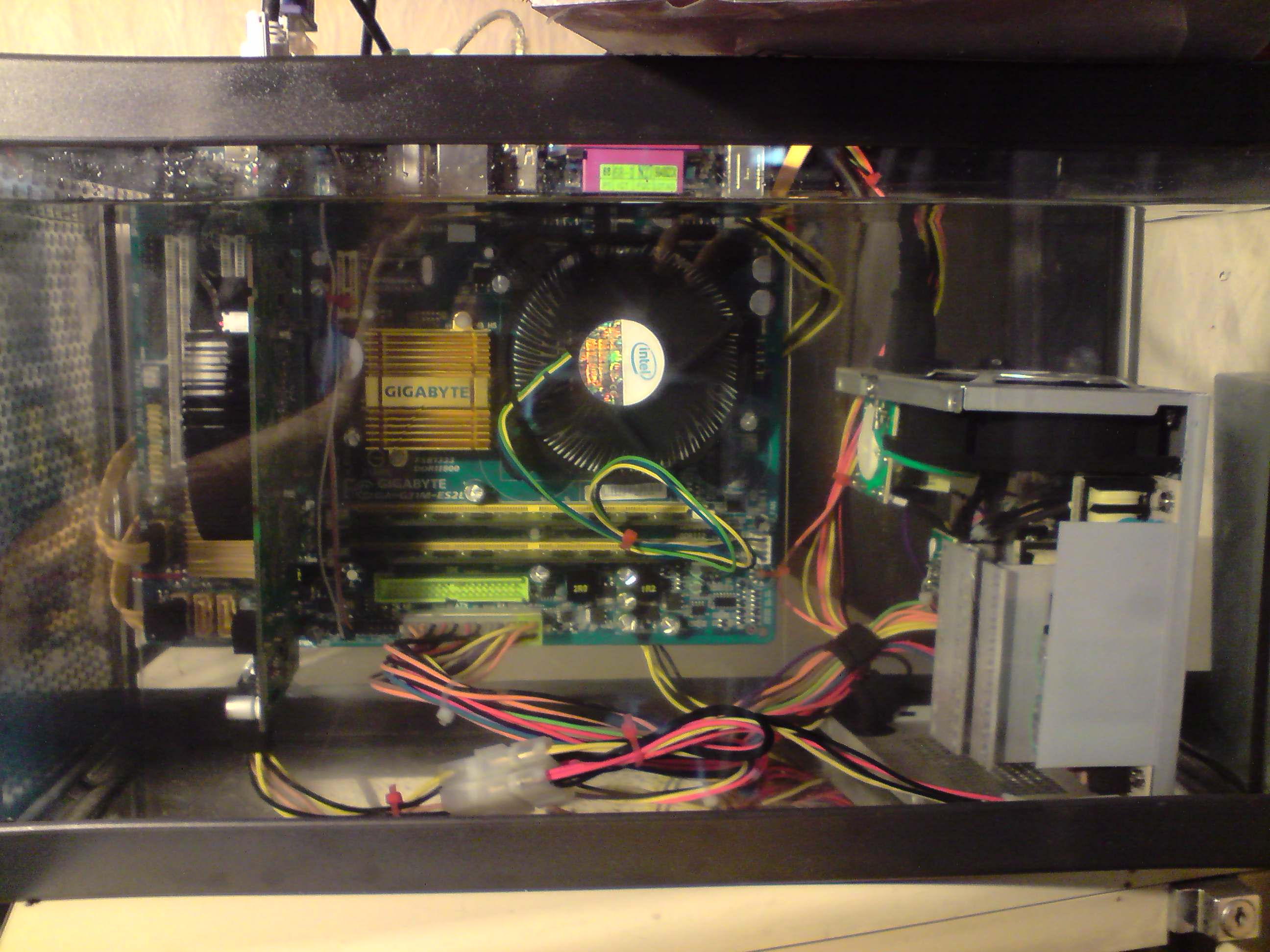
Refroidissement par huile minérale.

Pour pouvoir immerger des composants dans un liquide, il faut que celui-ci soit diélectrique. Utiliser l'huile végétale présente de nombreux inconvénients : elle rancit avec le temps, n'est pas transparente et dégage une odeur de friture, de plus les huiles minérales sont potentiellement cancérigènes si elles sont portées à des températures élevées.
En contrepartie, le refroidissement à l'huile permet d'éviter tout ventilateur et donc de réduire la consommation électrique de l'ordinateur[réf. nécessaire]. En Europe, ce type de refroidissement n'est pas commercialisé auprès du grand public. Certains particuliers tentent l'expérience par eux-mêmes.

### Refroidissement à changement de phase

#### Phase-change cooling
Fonctionnant sur le principe de la pompe à chaleur, le phase-change cooling exploite le changement de phase d'un fluide frigorigène. Les températures atteintes sont alors de l'ordre de −30 °C au niveau de l'évaporateur, situé sur le composant.

#### Waterchiller
Un waterchiller est un système combinant le refroidissement à eau avec le phase-change cooling afin de profiter des avantages des deux méthodes. Le liquide circulant dans le circuit du refroidissement est refroidi grâce à une pompe à chaleur, ainsi on obtient un très bon refroidissement (avantage du changement d'état) pour plusieurs composants à la fois (avantage du circuit d'eau).

### Effet Peltier
Les plaques à effet Peltier permettent, grâce à une des deux plaques, de refroidir à des températures négatives les composants où elles sont fixées. Elles ne peuvent cependant être utilisées seules : la deuxième chauffant beaucoup, il est nécessaire d'y adjoindre un autre système de refroidissement assez performant, tel qu'un refroidissement à eau ou un système de phase-change cooling.

### Refroidissement extrême

#### Refroidissement à l'azote liquide
Le refroidissement à azote liquide permet un refroidissement extrême grâce à l'utilisation d'azote liquide (LN2) à une température de −196 °C. Ses défauts proviennent de :
- l'évaporation de l'azote : il est nécessaire d'alimenter régulièrement le système en LN2, ce qui le rend inapproprié à un usage régulier ;
- la condensation de l'humidité de l'air sur la tour, qui peut provoquer des courts-circuits si l'eau atteint l'électronique.

Ce dispositif a été utilisé à titre expérimental dans les laboratoires IBM en 1984 pour faire fonctionner un PC/AT à 19 MHz au lieu de six. Il fallait remplacer la ROM du BIOS par une RAM susceptible de suivre cette cadence.

#### Refroidissement à la glace sèche
Très semblable au refroidissement à azote liquide, il utilise de la glace carbonique à −78 °C. Cette glace se sublime en CO2 dans l'air, ce qui rend ce système délicat à utiliser de façon prolongée, du fait du renouvellement fréquent de la neige carbonique et de la difficulté de son stockage. Cependant, il ne laisse aucune trace sur les composants et ne risque pas de les endommager.

#### Cascades
Les cascades sont plusieurs systèmes à changement de phase montés en série, qui permettent à chaque étage d'utiliser un autre fluide frigorigène ayant une température de vaporisation plus faible à chaque fois. Avec quatre étages on peut par exemple utiliser de l'azote liquide pour le dernier étage, et donc obtenir un refroidissement aussi performant qu'avec l'azote liquide, mais sans son défaut : l'évaporation dans l'air ambiant. Un tel système peut fonctionner pendant une très longue durée sans remplissage, aucun fluide ne sortant de son circuit.

## Optimisations

### Flux d'air
La génération d'un flux d'air à l'intérieur de la tour d'ordinateur est importante, dans la mesure où il permet le refroidissement des composants ne disposant pas de système de refroidissement et une meilleure efficacité des radiateurs et des ventirad. Ce flux d'air est généré par des ventilateurs de boîtier, de diamètres et de vitesses de rotation différents. On en distingue deux utilisations :
- en extraction (blowhole), souvent à l'arrière et sur le haut de la tour ;
- en aspiration (suckhole), souvent à l'avant et sur le côté de la tour, voire depuis le bas également.

Les larges nappes IDE, par exemple, risquent de constituer des obstacles à la circulation de l'air, c'est pourquoi elles peuvent être remplacées par des gaines rondes (et plus tard, par des câbles SATA). Ces derniers présentent de nombreux avantages comparés aux nappes :
- leur forme tubulaire garantit une meilleure circulation de l'air ;
- plus esthétiques, les fans de tuning PC en sont très friands ;
- plus flexibles, ils sont plus faciles à manipuler et à connecter, les nappes étant souvent trop rigides.

Dans les années 2020 se développe le cable management, qui à pour but de cacher les câbles afin de supprimer les obstacles à la circulation de l'air et d'améliorer le résultat esthétique. Certains constructeurs produisent alors des cartes mère dont la connectique est au verso[réf. souhaitée].

### Pâte thermique
L'utilisation de pâte thermique entre les composants et leur système de refroidissement est indispensable, afin d'éliminer l'air résiduel entre les deux surfaces, la conductivité thermique de l'air étant mauvaise.

### Poussière
De la poussière s'accumule généralement au fil du temps sur les radiateurs, à cause de leur forme. Elle constitue alors un obstacle à la dissipation de la chaleur dans l'air. Il est donc important de les nettoyer afin de conserver des performances optimales. Un soufflet mécanique ou une bombe à air comprimé sont par exemple utilisables.

## Surfréquençage
Le surfréquençage, plus souvent appelé overclocking ou surcadencement, consiste à dépasser la fréquence de fonctionnement d'un composant prescrite par le constructeur afin d'améliorer ses performances. Plus elle est élevée, plus le composant chauffe et le système peut donc devenir instable. Le potentiel d'overclocking dépend donc beaucoup du refroidissement du composant. C'est pourquoi, lors de tentatives de surcadencement très important, afin d'établir de nouveaux records par exemple, une place importante est accordée au refroidissement, et l'extreme cooling est alors privilégié. Des concours d'overcloking sont organisés chaque année. Pendant le CES 2014, Gigabyte et ses sponsors décrochent trois records mondiaux en utilisant de l'azote liquide.

## Centres informatiques

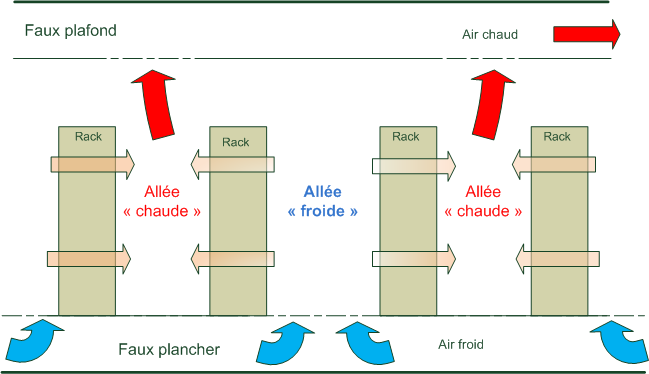
Principe du refroidissement par allée dans un centre de données.

Dans les centres de données, le refroidissement des machines (serveurs, systèmes de stockage, équipements réseau, etc.) est essentiel pour le bon fonctionnement des systèmes. L'une des méthodes employées consiste à suivre le principe de l'alternance entre « allée froide » (où arrive l'air frais) et « allée chaude » après passage par les racks où l'air est aspiré par des ventilateurs.
L'air chaud dégagé par les centres de données est souvent utilisable pour en chauffer les bâtiments en hiver. C'était déjà le cas dès 1970 avec l'unique 360/91 du Max-PLanck Institüt de Garching (Allemagne). Dans la plupart des cas, cependant, cette énergie est évacuée en perte.